# Liste der Bodendenkmäler in Herzebrock-Clarholz
Die Liste der Bodendenkmäler in Herzebrock-Clarholz enthält die denkmalgeschützten unterirdischen baulichen Anlagen, Reste oberirdischer baulicher Anlagen, Zeugnisse tierischen und pflanzlichen Lebens und paläontologischen Reste auf dem Gebiet der Gemeinde Herzebrock-Clarholz im Kreis Gütersloh in Nordrhein-Westfalen (Stand: August 2020). Diese Bodendenkmäler sind in Teil B der Denkmalliste der Gemeinde Herzebrock-Clarholz eingetragen; Grundlage für die Aufnahme ist das Denkmalschutzgesetz Nordrhein-Westfalen (DSchG NRW).
| Bild | Bezeichnung   | Lage                   | Beschreibung | Bauzeit | Eingetragen seit | Denkmal- nummer |
| ---- | ------------- | ---------------------- | ------------ | ------- | ---------------- | --------------- |
| BW   | Gräberfeld    | Herzebrock Pixel Karte |              |         | 13.10.1999       | 1               |
| BW   | Klosteranlage | Clarholz Karte         |              |         | 13.10.1999       | 2               |
| BW   | Klosteranlage | Herzebrock Karte       |              |         | 26.03.2003       | 3               |